# Asthena octamacularia
Asthena octamacularia es una especie de polilla de la familia Geometridae. La especie fue descrita por primera vez por John Henry Leech en 1897, con distribución a nivel de Changyang en China central.

## Descripción
Es una polilla poco frecuente, posiblemente esté emparentada con la A. ochrifasciaria. El ala anterior es bastante más ancha, sin marcas distintivas, salvo la característica línea negra posmedial.